# Capi di Stato del Paraguay
I capi di Stato del Paraguay dal 1811 ad oggi sono i seguenti.

## Lista

### 1811-1989
| Presidente                                   | Presidente | Presidente                                                                      | Partito                           | Mandato           | Mandato           |
| Presidente                                   | Presidente | Presidente                                                                      | Partito                           | Inizio            | Fine              |
| -------------------------------------------- | ---------- | ------------------------------------------------------------------------------- | --------------------------------- | ----------------- | ----------------- |
| Giunta Governativa Provvisoria               |            |                                                                                 |                                   |                   |                   |
|                                              |            | Bernardo de Velasco José Gaspar Rodríguez de Francia Juan Valeriano de Zevallos | Indipendenti                      | 16 maggio 1811    | 19 giugno 1811    |
| Presidente della Giunta Superiore di Governo |            |                                                                                 |                                   |                   |                   |
|                                              |            | Fulgencio Yegros                                                                | Indipendente                      | 19 giugno 1811    | 12 ottobre 1813   |
| Consoli                                      |            |                                                                                 |                                   |                   |                   |
|                                              |            | José Gaspar Rodríguez de Francia                                                | Indipendente                      | 12 ottobre 1813   | 12 febbraio 1814  |
|                                              |            | Fulgencio Yegros                                                                | Indipendente                      | 12 febbraio 1814  | 12 giugno 1814    |
|                                              |            | José Gaspar Rodríguez de Francia                                                | Indipendente                      | 12 giugno 1814    | 3 ottobre 1814    |
| Dictador Supremo, poi Dictador Perpetuo      |            |                                                                                 |                                   |                   |                   |
|                                              |            | José Gaspar Rodríguez de Francia                                                | Indipendente                      | 3 ottobre 1814    | 20 settembre 1840 |
| Presidenti della Giunta provvisoria          |            |                                                                                 |                                   |                   |                   |
|                                              |            | Manuel Antonio Ortiz                                                            | Indipendente                      | 20 settembre 1840 | 22 gennaio 1841   |
|                                              |            | Juan José Medina José Gabriel Benitez José Domingo Ocampos                      | Indipendenti                      | 22 gennaio 1841   | 9 febbraio 1841   |
|                                              |            | Mariano Roque Alonso                                                            | Indipendente                      | 9 febbraio 1841   | 14 marzo 1841     |
| Consoli della Repubblica                     |            |                                                                                 |                                   |                   |                   |
|                                              |            | Carlos Antonio López                                                            | Indipendente                      | 14 marzo 1841     | 13 marzo 1844     |
|                                              |            | Mariano Roque Alonso                                                            | Indipendente                      | 14 marzo 1841     | 13 marzo 1844     |
| Presidenti della Repubblica                  |            |                                                                                 |                                   |                   |                   |
|                                              |            | Carlos Antonio López                                                            | Indipendente                      | 14 marzo 1844     | 10 settembre 1862 |
|                                              |            | Francisco Solano López                                                          | Indipendente                      | 10 settembre 1862 | 1º marzo 1870     |
|                                              |            | Cirilo Antonio Rivarola Carlos Loizaga José Diaz de Bedoya                      | Indipendenti                      | 15 agosto 1869    | 31 agosto 1870    |
|                                              |            | Facundo Machaín                                                                 | Indipendente                      | 31 agosto 1870    | 1º settembre 1870 |
|                                              |            | Cirilo Antonio Rivarola                                                         | Indipendente                      | 1º settembre 1870 | 18 dicembre 1871  |
|                                              |            | Salvador Jovellanos                                                             | Indipendente                      | 18 dicembre 1871  | 25 novembre 1874  |
|                                              |            | Juan Bautista Gill                                                              | Indipendente                      | 25 novembre 1874  | 12 aprile 1877    |
|                                              |            | Higinio Uriarte                                                                 | Indipendente                      | 12 aprile 1877    | 25 novembre 1878  |
|                                              |            | Cándido Bareiro                                                                 | Indipendente                      | 25 novembre 1878  | 4 settembre 1880  |
|                                              |            | Bernardino Caballero                                                            | Indipendente                      | 4 settembre 1880  | 25 novembre 1886  |
|                                              |            | Patricio Escobar                                                                | Partito Colorado                  | 25 novembre 1886  | 25 novembre 1890  |
|                                              |            | Juan Gualberto González                                                         | Partito Colorado                  | 25 novembre 1890  | 9 giugno 1894     |
|                                              |            | Marcos Morínigo                                                                 | Partito Colorado                  | 9 giugno 1894     | 25 novembre 1894  |
|                                              |            | Juan Bautista Egusquiza                                                         | Partito Colorado                  | 25 novembre 1894  | 25 novembre 1898  |
|                                              |            | Emilio Aceval                                                                   | Partito Colorado                  | 25 novembre 1898  | 9 gennaio 1902    |
|                                              |            | Andrés Héctor Carvallo                                                          | Partito Colorado                  | 9 gennaio 1902    | 25 novembre 1902  |
|                                              |            | Juan Antonio Escurra                                                            | Partito Colorado                  | 25 novembre 1902  | 19 dicembre 1904  |
|                                              |            | Juan Bautista Gaona                                                             | Indipendente                      | 19 dicembre 1904  | 9 dicembre 1905   |
|                                              |            | Cecilio Báez                                                                    | Partito Liberale                  | 9 dicembre 1905   | 25 novembre 1906  |
|                                              |            | Benigno Ferreira                                                                | Partito Liberale                  | 25 novembre 1906  | 4 luglio 1908     |
|                                              |            | Emiliano González Navero                                                        | Partito Liberale                  | 4 luglio 1908     | 25 novembre 1910  |
|                                              |            | Manuel Gondra                                                                   | Partito Liberale                  | 25 novembre 1910  | 17 gennaio 1911   |
|                                              |            | Albino Jara                                                                     | Partito Liberale                  | 17 gennaio 1911   | 5 luglio 1911     |
|                                              |            | Liberato Marcial Rojas                                                          | Partito Liberale                  | 5 luglio 1911     | 14 gennaio 1912   |
|                                              |            | Marcos Caballero Codas Mario Usher Alfredo Aponte                               | Indipendenti                      | 14 gennaio 1912   | 17 gennaio 1912   |
|                                              |            | Liberato Marcial Rojas                                                          | Partito Liberale                  | 17 gennaio 1912   | 28 febbraio 1912  |
|                                              |            | Pedro Peña                                                                      | Partito Colorado                  | 28 febbraio 1912  | 25 marzo 1912     |
|                                              |            | Emiliano González Navero                                                        | Partito Liberale                  | 25 marzo 1912     | 15 agosto 1912    |
|                                              |            | Eduardo Schaerer                                                                | Partito Liberale                  | 15 agosto 1912    | 15 agosto 1916    |
|                                              |            | Manuel Franco                                                                   | Partito Liberale                  | 15 agosto 1916    | 5 giugno 1919     |
|                                              |            | José Pedro Montero                                                              | Partito Liberale                  | 5 giugno 1919     | 15 agosto 1920    |
|                                              |            | Manuel Gondra                                                                   | Partito Liberale                  | 15 agosto 1920    | 29 ottobre 1921   |
|                                              |            | Félix Paiva                                                                     | Partito Liberale                  | 29 ottobre 1921   | 7 novembre 1921   |
|                                              |            | Eusebio Ayala                                                                   | Partito Liberale                  | 7 novembre 1921   | 1º aprile 1923    |
|                                              |            | Eligio Ayala                                                                    | Partito Liberale                  | 1º aprile 1923    | 12 aprile 1924    |
|                                              |            | Luis Riart                                                                      | Partito Liberale                  | 12 aprile 1924    | 15 agosto 1924    |
|                                              |            | Eligio Ayala                                                                    | Partito Liberale                  | 15 agosto 1924    | 15 agosto 1928    |
|                                              |            | José Patricio Guggiari                                                          | Partito Liberale                  | 15 agosto 1928    | 26 ottobre 1931   |
|                                              |            | Emiliano González Navero                                                        | Partito Liberale                  | 26 ottobre 1931   | 28 gennaio 1932   |
|                                              |            | José Patricio Guggiari                                                          | Partito Liberale                  | 28 gennaio 1932   | 15 agosto 1932    |
|                                              |            | Eusebio Ayala                                                                   | Partito Liberale                  | 15 agosto 1932    | 18 febbraio 1936  |
|                                              |            | Rafael Franco                                                                   | Partito Rivoluzionario Febrerista | 18 febbraio 1936  | 15 agosto 1937    |
|                                              |            | Félix Paiva                                                                     | Partito Liberale                  | 15 agosto 1937    | 15 agosto 1939    |
|                                              |            | José Estigarribia                                                               | Partito Liberale                  | 15 agosto 1939    | 7 settembre 1940  |
|                                              |            | Higinio Morínigo Martínez                                                       | Indipendente                      | 7 settembre 1940  | 3 giugno 1948     |
|                                              |            | Juan Frutos                                                                     | Partito Colorado                  | 3 giugno 1948     | 15 agosto 1948    |
|                                              |            | Juan Natalicio González Paredes                                                 | Partito Colorado                  | 15 agosto 1948    | 30 gennaio 1949   |
|                                              |            | Raimundo Rolón                                                                  | Partito Colorado                  | 30 gennaio 1949   | 27 febbraio 1949  |
|                                              |            | Felipe Molas López                                                              | Partito Colorado                  | 27 febbraio 1949  | 10 settembre 1949 |
|                                              |            | Federico Chávez                                                                 | Partito Colorado                  | 10 settembre 1949 | 8 maggio 1954     |
|                                              |            | Tomás Romero Pereira                                                            | Partito Colorado                  | 8 maggio 1954     | 15 agosto 1954    |
|                                              |            | Alfredo Stroessner                                                              | Partito Colorado                  | 15 agosto 1954    | 3 febbraio 1989   |

### Presidenti dal 1989
| Presidente | Presidente | Presidente                   | Partito                                                                       | Elezione       | Inizio          | Fine           |
| ---------- | ---------- | ---------------------------- | ----------------------------------------------------------------------------- | -------------- | --------------- | -------------- |
|            |            | Andrés Rodríguez Pedotti     | Partito Colorado                                                              | 1989           | 3 febbraio 1989 | 15 agosto 1993 |
|            |            | Juan Carlos Wasmosy          | Partito Colorado                                                              | 1993           | 15 agosto 1993  | 15 agosto 1998 |
|            |            | Raúl Cubas Grau              | Partito Colorado                                                              | 1998           | 15 agosto 1998  | 29 marzo 1999  |
|            |            | Luis Ángel González Macchi   | Partito Colorado                                                              | Vicepresidente | 30 marzo 1999   | 15 agosto 2003 |
|            |            | Nicanor Duarte Frutos        | Partito Colorado                                                              | 2003           | 15 agosto 2003  | 20 aprile 2008 |
|            |            | Fernando Armindo Lugo Méndez | Alleanza Patriottica per il Cambiamento (Partito Democratico Cristiano)       | 2008           | 20 aprile 2008  | 22 giugno 2012 |
|            |            | Luis Federico Franco Gómez   | Alleanza Patriottica per il Cambiamento (Partito Liberale Radicale Autentico) | Vicepresidente | 22 giugno 2012  | 15 agosto 2013 |
|            |            | Horacio Cartes               | Partito Colorado                                                              | 2013           | 15 agosto 2013  | 15 agosto 2018 |
|            |            | Mario Abdo Benítez           | Partito Colorado                                                              | 2018           | 15 agosto 2018  | 15 agosto 2023 |
|            |            | Santiago Peña                | Partito Colorado                                                              | 2023           | 15 agosto 2023  | in carica      |